# سیستما

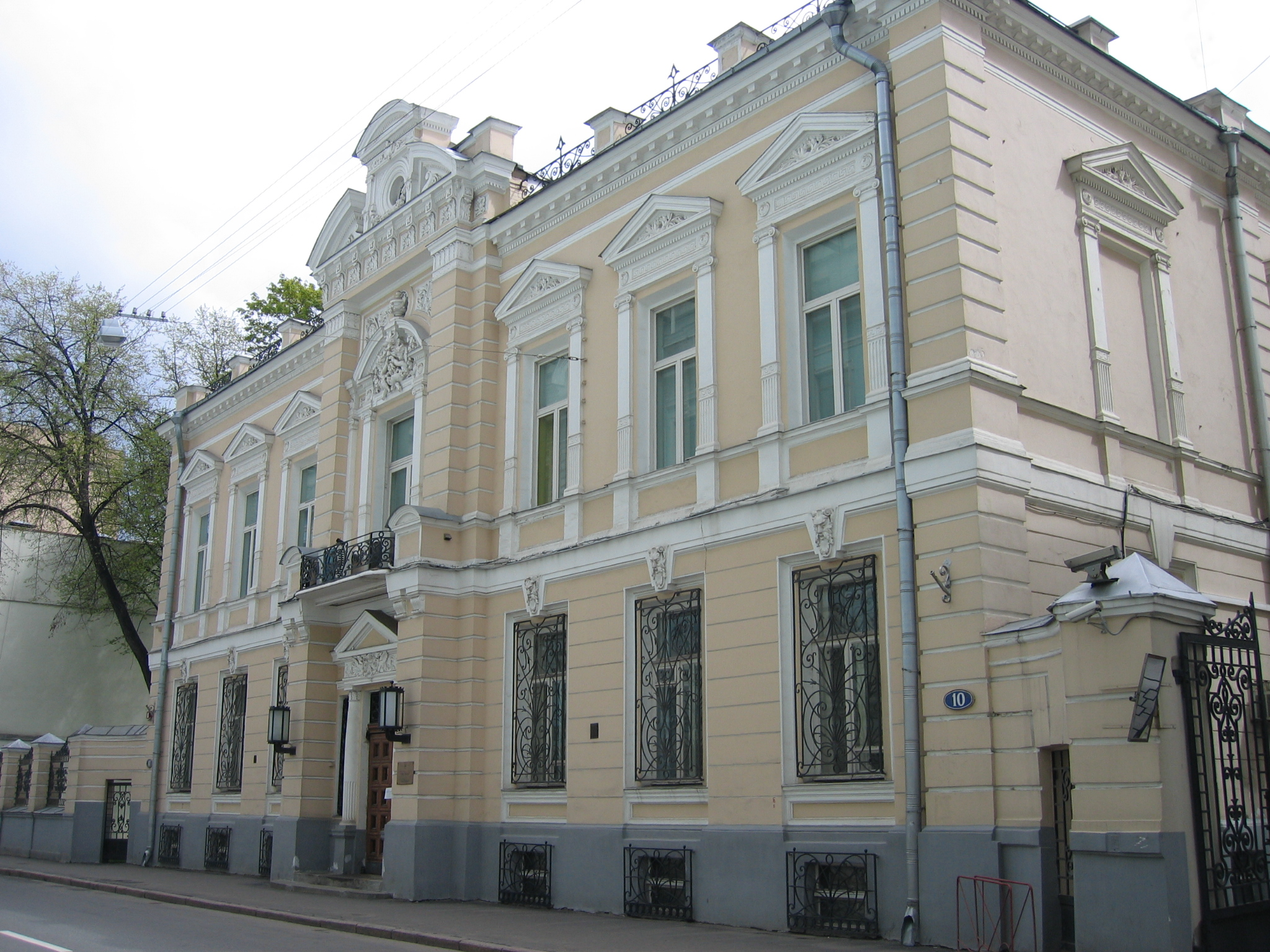
ساختمان مرکزی شرکت سیستما، در شهر مسکو

سیستما (به روسی: Система) شرکت خوشه‌ای روسی است، که مدیریت آن برعهده ولادیمیر یفتاشنکوف می‌باشد. در ماه مارس سال ۲۰۰۶ یوتوشنکوف با خرید ۶۲٪ از سهام شرکت سیستما، سکان رهبری این شرکت را در دست گرفت.
دفتر مرکزی شرکت سیستما در شهر مسکو قرار دارد. این شرکت طیف فراوانی از خدمات را در صنایع گوناگون ارائه می‌نماید. این خدمات توسط شرکت‌های تابعه سیستما مدیریت و عرضه می‌گردد. 

## حوزه‌های فعالیت
زمینه‌های فعالیت شرکت سیستما و شرکت‌های تابعه آن به صورت زیر می‌باشند:
- فناوری اطلاعات و ارتباطات: شرکت ام‌تی‌اس، شبکه تلفن شهری مسکو، شرکت اسکای‌لینک.
- میکروالکترونیک: شرکت سیترونیکس، شرکت میکرون، شرکت استورم تلکام.
- بیمه: شرکت روس‌نو
- بانکداری: بانک بازسازی و توسعه مسکو
- املاک: شرکت سیستما-هالز
- خرده‌فروشی: شرکت دت‌اسکای میر گروپ
- رسانه: شرکت رسانه‌ای سیستما
- نفت و گاز: شرکت باش‌نفت، شرکت نوواویل، شرکت باشکیرانرجو

سایر کسب‌وکارها: شرکت اینتوریست (خدمات مسافرتی)، شرکت آرتی‌آی سیستمز (هوافضا)، شرکت بینوفارم (داروسازی)، شرکت المپیک سیستما (ورزشی).
شرکت سیستما در فهرست اولیه بازار بورس اوراق بهادار مسکو قرار دارد. این شرکت همچنین در فهرست ثانویه بازار بورس لندن ذکر شده‌است.